# Deinacrida heteracantha
Deinacrida heteracantha là một loài côn trùng, loài dế thuộc họ Stenopelmatidae không có cánh. Đây là loài đặc hữu các đảo ngoài khơi New Zealand.
Đây là loài dế có trọng lượng lớn nhất ngày nay vẫn còn sống. Mẫu lớn nhất, một con cái có trọng lượng 71 gram, nặng gấp 3 lần con chuột nhà trung bình, mẫu này có chiều dài 85 mm.